# بانداي نامكو إنترتينمنت
بانداي نامكو إنترتينمنت (بالإنجليزية: Bandai Namco Entertainment) هي شركة يابانية متخصصة في ألعاب الفيديو، تأسست عام 2006 ويقع مقرها في شيناغاوا، طوكيو. تقوم الشركة بـ تطوير ونشر ألعاب الفيديو. من أشهر ألعابها تيكن 6. تكونت باندماج شركتي بانداي ونامكو.

## بعض ألعابها
- إنسليفد: أوديسي تو ذا ويست
- إترنال سوناتا
- أيس كمبات: أسولت هورايزن
- حكايات فيسبريا
- ناروتو شيبودين
- دراغون بول الكون الغامض
- كوابيس صغيره
- كوابيس صغيره 2
- دراغون بول هيروز
- ون بيس باونتي راش
- ذا بلود أوف دون ووكر

## وصلات خارجية
- بانداي نامكو إنترتينمنت على موقع ANN company (الإنجليزية)

- الموقع الرسمي
- الموقع الرسمي
- الموقع الرسمي
- الموقع الرسمي